# Hillinus-Codex

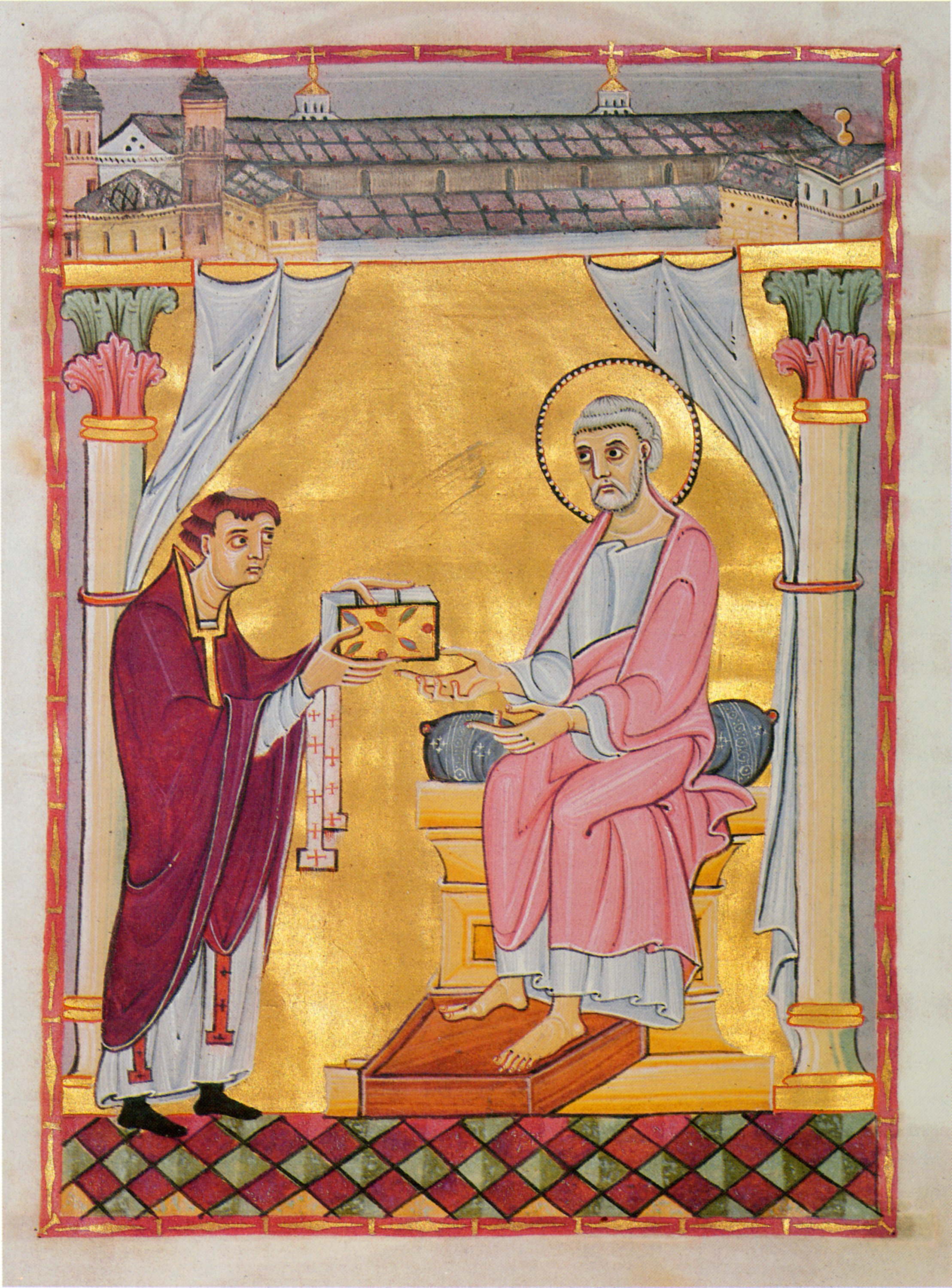
Der Domherr Hillinus übergibt den Codex dem hl. Petrus.

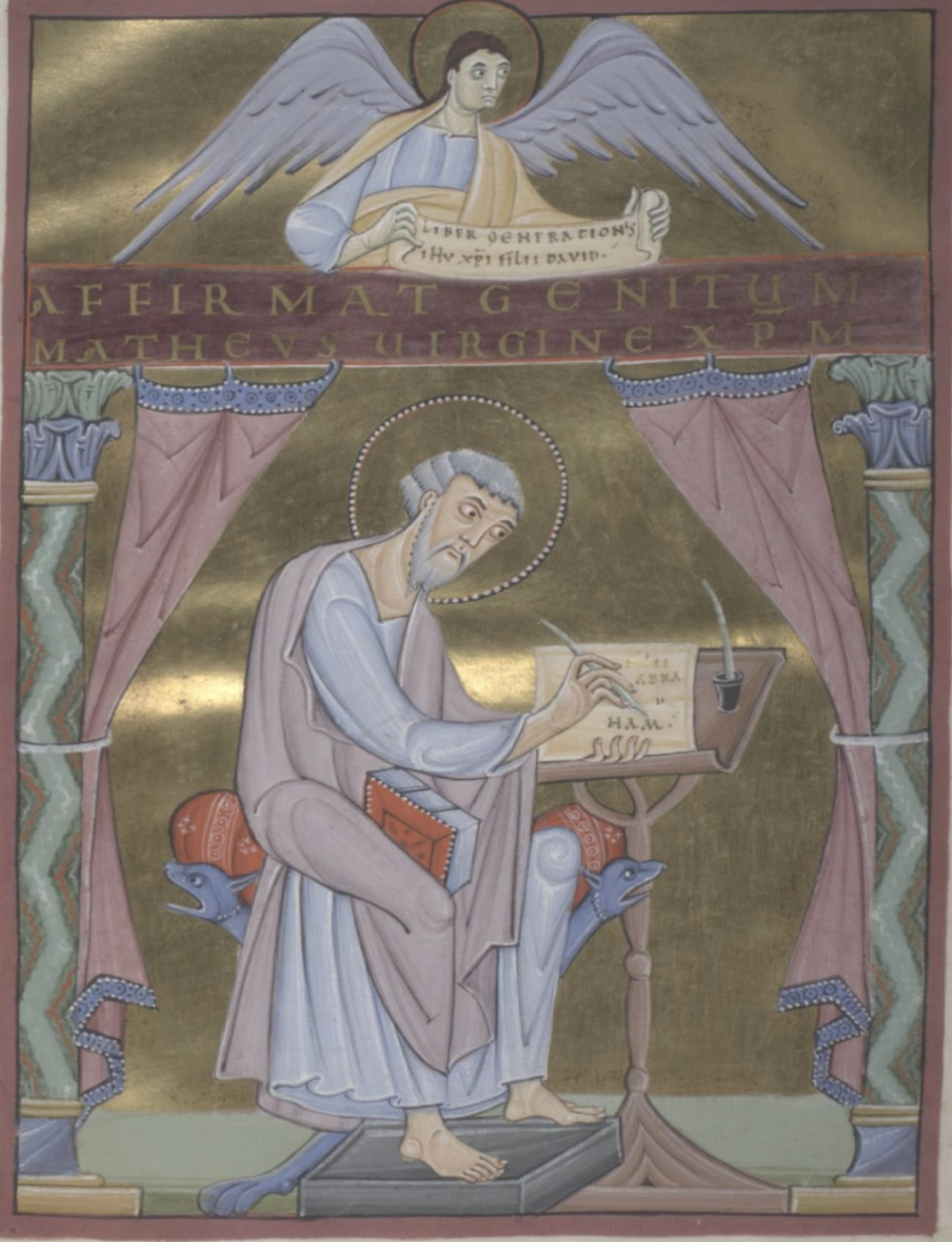
Der Evangelist Matthäus

Der Hillinus-Codex, auch Hillinus-Evangeliar, ist ein Evangeliar, das zwischen 1010 und 1020 gefertigt wurde. In Köln für den Kölner Domherren Hillinus geschrieben, ist es ein Werk im Stil der Reichenauer Schule, das möglicherweise in der Seeoner Schreibwerkstatt durch die Reichenauer Mönche Purchardus und Chuonradus geschaffen wurde, deren Namen sich als Schreibereintrag im Codex finden. Nur in dieser Quelle ist der Domherr Hillinus nachgewiesen.
Die Abbildung des Hildebold-Doms auf dem berühmten Dedikationsbild ist von lokalen Aspekten geprägt und für die ottonische Zeit ungewöhnlich realistisch dargestellt. Der Codex, aufbewahrt in der Kölner Diözesan- und Dombibliothek als Codex 12, umfasst 211 Pergament-Blätter und hat ein Maß von 366 × 260 mm.
Den vier Evangelien sind vorgestellt:
- 2v Widmungsvermerk: „Prece et caritate Hillini coloniensis domvs cvivsdam canonici ...“
- 3r Vorwort des Hillinus: „Mvltimoda divinarvm scriptvrarvm ...“
- 4r Autorenbild: hl. Hieronymus
- 5r Prologe zu den Evangelien
  - 5r „Incipit epistola Hieronimi prespiteri. Beato papae Damaso Hieronimvs ...“
  - 7r „Incipit prologvs qvatvuor evangeliorvm. Plvres fvisse ...“
- 10r Kanontafeln
- und das Dedikationsbild[1]